# Gunung Basuet
Gunung Basuet är ett berg i Indonesien.   Det ligger i provinsen Aceh, i den västra delen av landet, 1 800 km nordväst om huvudstaden Jakarta. Toppen på Gunung Basuet är 487 meter över havet.
Terrängen runt Gunung Basuet är kuperad åt nordost, men åt sydväst är den bergig. Runt Gunung Basuet är det mycket glesbefolkat, med 2 invånare per kvadratkilometer. I omgivningarna runt Gunung Basuet växer i huvudsak städsegrön lövskog.